# Selenidium costatum
Selenidium costatum is een soort in de taxonomische indeling van de Myzozoa, een stam van microscopische parasitaire dieren. Het organisme komt uit het geslacht Selenidium en behoort tot de familie Selenidiidae. Selenidium costatum werd in 1903 ontdekt door Siedlecki.